# Lance Todd Trophy
Le Lance Todd Trophy récompense le meilleur joueur de la finale de la Challenge Cup de rugby à XIII depuis 1946.
Ce trophée a été créé pour rendre hommage à Lance Todd, un joueur et dirigeant néo-zélandais, décédé lors d'un accident de la route durant la Seconde guerre mondiale. Le vainqueur est désigné par les membres de la Rugby League Writers' Association (rassemblement de journalistes de rugby à XIII). 
Le premier vainqueur de ce trophée est Billy Scott en 1946.
Sean Long est devenu le premier joueur à remporter par trois fois ce prix (2001, 2004 et 2006).
Cinq joueurs ont gagné ce trophée à deux reprises. Il s'agit de Gerry Helme (1950 et 1954), d'Andy Gregory (1988 et 1990), de Martin Offiah (1992 et 1994), de Paul Wellens (2007 et 2008) et de Marc Sneyd (2016 et 2017).
| Année | Vainqueur                 |
| ----- | ------------------------- |
| 1946  | William "Billy" Stott     |
| 1947  | Willie Davies             |
| 1948  | Frank Whitcombe           |
| 1949  | Ernest Ward               |
| 1950  | Gerry Helme               |
| 1951  | Cecil "Cec" Mountford     |
| 1952  | William "Billy" Ivison    |
| 1953  | Peter Ramsden             |
| 1954  | Gerry Helme               |
| 1955  | John "Jack" Grundy        |
| 1956  | Alan Prescott             |
| 1957  | Jeffrey "Jeff" Stevenson  |
| 1958  | Rees Thomas               |
| 1959  | Brian McTigue             |
| 1960  | Tommy Harris              |
| 1961  | Dick Huddart              |
| 1962  | Neil Fox                  |
| 1963  | Harold Poynton            |
| 1964  | Frank Collier             |
| 1965  | Ray Ashby Brian Gabbitas  |
| 1966  | Len Killeen               |
| 1967  | Carl Dooler               |
| 1968  | Don Fox                   |
| 1969  | Malcolm "Mal" Reilly      |
| 1970  | William "Bill" Kirkbride  |
| 1971  | Alex Murphy               |
| 1972  | Kel Coslett               |
| 1973  | Steve Nash                |
| 1974  | Derek Whitehead           |
| 1975  | Ray Dutton                |
| 1976  | Geoff Pimblett            |
| 1977  | Stephen "Steve" Pitchford |
| 1978  | George Nicholls           |
| 1979  | David Topliss             |
| 1980  | Brian Lockwood            |
| 1981  | Mick Burke                |
| 1982  | Edward "Eddie" Cunningham |
| 1983  | David Hobbs               |
| 1984  | Joe Lydon                 |
| 1985  | Brett Kenny               |
| 1986  | Bob Beardmore             |
| 1987  | Graham Eadie              |
| 1988  | Andy Gregory              |
| 1989  | Ellery Hanley             |
| 1990  | Andy Gregory              |
| 1991  | Denis Betts               |
| 1992  | Martin Offiah             |
| 1993  | Dean Bell                 |
| 1994  | Martin Offiah             |
| 1995  | Jason Robinson            |
| 1996  | Robbie Paul               |
| 1997  | Tommy Martyn              |
| 1998  | Mark Aston                |
| 1999  | Leroy Rivett              |
| 2000  | Henry Paul                |
| 2001  | Sean Long                 |
| 2002  | Kris Radlinski            |
| 2003  | Gary Connolly             |
| 2004  | Sean Long                 |
| 2005  | Kevin Sinfield            |
| 2006  | Sean Long                 |
| 2007  | Paul Wellens Leon Pryce   |
| 2008  | Paul Wellens              |
| 2009  | Michael Monaghan          |
| 2010  | Lee Briers                |
| 2011  | Jeff Lima                 |
| 2012  | Brett Hodgson             |
| 2013  | Matty Smith               |
| 2014  | Ryan Hall                 |
| 2015  | Tom Briscoe               |
| 2016  | Marc Sneyd                |
| 2017  | Marc Sneyd                |
| 2018  | Tony Gigot                |
| 2019  | Daryl Clark               |
| 2020  | Richard Myler             |
| 2021  | Niall Evalds              |
| 2022  | Chris McQueen             |
| 2023  | Lachlan Lam               |
| 2024  | Bevan French              |